# 玉舍水库
玉舍水库，位于中国贵州省水城县玉舍彝族苗族乡境内，是巴浪河支流舍嘎河上的中型水库，1994年4月开工建设，2005年11月建成蓄水。总库容3380万立方米，有效库容2720万立方米。水库大坝为变厚抛物线型双曲拱坝，坝顶弧长238.53米，最大坝高为78.4米。水库可向六盘水市市区日供水10万立方米。